# Society & Organizations Institute
El Society & Organizations Institute es un centro interdisciplinario, único en Europa, cuyos miembros, profesores e investigadores, trabajan en cuestiones sociales y medioambientales. Sus actividades de investigación, docencia y experimentación se aplican a las empresas. Está ubicado en el campus de HEC Paris en Jouy-en-Josas.

## Detalles
El centro forma parte de HEC Paris. Se encuentra situado en Jouy-en-Josas. Alrededor de 60 académicos trabajan en cuestiones de significado, inclusión social y desarrollo sostenible dentro de las empresas. El Instituto basa su investigación en torno a tres temas principales:
- Liderazgo con propósito
- Economía inclusiva
- Clima y medio ambiente.

El centro cuenta con varios programas para estudiantes de pregrado y posgrado, así como para profesores, para promover el concepto de sociedad. Varias iniciativas que el centro ha puesto en marcha han creado conciencia sobre la sociedad y la inclusión tanto en la comunidad de Jouy-en-Josas como en todo el país.